# Stazione di Berliner Tor
La stazione di Berliner Tor è una stazione ferroviaria della città tedesca di Amburgo.

## Movimento
La stazione è servita dalle linee S 1 e S 2 della S-Bahn.

## Interscambi
- Fermata metropolitana (Berliner Tor, linee U 2, U 3 e U 4)[1]
- Fermata autobus